# Воздушная обстановка
Воздушная обстановка — одновременное взаимное расположение по вертикали и горизонтали воздушных судов и других материальных объектов в определённом районе воздушного пространства (на воздушной трассе, МВЛ, установленном маршруте, в районах аэродрома, аэроузла и районе авиационных работ).